# ガイウス・ユリウス・ユッルス (紀元前447年の執政官)
ガイウス・ユリウス・ユッルス（ラテン語: Gaius Iulius Iullus、生没年不詳）は共和政ローマの政治家・軍人。執政官（コンスル）を二度務めた。紀元前1世紀の歴史家リキニウス・マケルは、紀元前434年もユッルスが執政官を務めたとしている。

## 第一回目の執政官（紀元前447年）
紀元前447年、ユッルスはマルクス・ゲガニウス・マケリヌスと共に執政官に選出されると、元老院は出兵の意向を示した。しかし前年の護民官選出に関してプレブスと若手パトリキの対立が深まっており、彼らはまずこの対立の緩和に尽力したものの、やはり解決には至らなかった。

## 第二回目の執政官（紀元前435年）
紀元前435年、ユッルスは二度目の執政官選出、同僚はルキウス・ウェルギニウス・トリコストゥスであった。前年から疫病が猛威を奮っており、それに乗じてフィデナエがウェイイと共に攻めてきた。ユッルスが防御に当たり、元老院によって独裁官を立てる事が決定されると、クィントゥス・セルウィリウス・プリスクスが選出され、ポストゥムス・アエブティウス・ヘルウァ・コルニケンがマギステル・エクィトゥムとなった。彼らは敵を押し返し最終的にはフィデナエを陥落させた。

## 参考資料
1. ↑  リウィウス, 4.23.1-3.
2. ↑  リウィウス, 3.65.
3. ↑  Broughton, p.60.
4. ↑  リウィウス, 4.21.